# Muž v tygří kůži

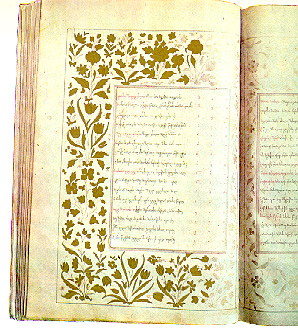
Starý manuskript s eposem

Muž v tygří kůži (gruzínsky ვეფხისტყაოსანი, Vepchist'q'aosani), doslovně přeloženo Rytíř oděný v tygří (či leopardí) kožešině, je gruzínský národní epos. Vznikl koncem 12. století v Gruzii u dvora královny Tamary a jeho autorem je podle tradice její dvorní básník Šota Rustaveli, který v něm vyjadřuje svou oddanost a lásku ke královně. Dílo se stalo gruzínským národním eposem a nedostižným vzorem veškeré gruzínské poezie, některé jeho části dokonce zlidověly. Poprvé vyšel tiskem roku 1712 v Tbilisi (o vydání se zasloužil gruzínský král Vachtang VI.) a následně byl přeložen do mnoha světových jazyků. Například do angličtiny jej přeložili okolo roku 1880 manželé Suttnerovi při svém pobytu v Gruzii (1876-1885). Roku 1958 vyšel také český překlad z pera Jaromíra Jedličky.
Epos je napsán ve čtyřverších zvaných šairi (obsahuje jich 1669) podle perského vzoru. Je to typické dílo dvorské kultury a poezie, stojící na pomezí mezi evropskou rytířskou epikou a perskou poezií, jakou psal například Firdausí. Zatímco forma i reálie připomínají perskou poezii, důraz na rytířské ctnosti a na úctu k ženám je bližší evropské kultuře. Ačkoliv se dílo neodehrává v Gruzii a ani jeden z hrdinů není Gruzínec nebo křesťan, je celé dílo prodchnuto gruzínským duchem.

## Obsah eposu
Hlavními hrdiny básně jsou mladý arabský válečník Avtandil a jeho přítel, indický válečník Tariel, který je oním mužem v tygří kůži. Avtandil je vyslán královnou Tinatín (ztotožněnou v úvodu díla s královnou Tamarou, jíž autor dílo dedikoval), aby objasnil totožnost tajemného muže v tygří kůži. Avtandil královnu tajně miluje a je tímto úkolem velmi poctěn. Muž v tygří kůži se krátce předtím objevil v blízkosti Tinatinina města, narušil královský hon a zmizel. Avtandil najde v horách ženu, od níž se dozví, že muž v tygří kůži je její bratr Tariel, který zešílel z neopětované lásky k princezně Nestán Daredžán. Nestán Daredžán byla dcerou indického krále, Tarielova lenního pána a byla zaslíbena perskému princi. Tariel v den svatby perského prince zavraždil, ale musel uprchnout před hněvem obou králů, perského i indického. Později se dozvěděl, že Nestán Daredžán unesli démoni Kadžibové a vězní ji na neznámém místě. Tariel a Avtandil se stanou pobratimy a rozhodnou se princeznu vysvobodit. S tím jim pomůže také princ Nuradin Fridon, který je předtím ohrožoval. Společně se jim podaří Nestán Daredžán osvobodit a příběh končí šťastně. Tariel se žení s Nestán Daredžán a Avtandil vyznává lásku královně Tinatin, která mu nakonec nabídne svou ruku.

## Česká vydání
- Muž v tygří kůži, SNKLHU, Praha 1958, přeložil Jaromír Jedlička